# Louis Paulsen
Louis Paulsen foi um proeminente jogador de xadrez alemão e teórico do xadrez do Séc. XIX. Apesar de não ter escrito nenhum livro, suas contribuições influenciaram importantes teóricos como Wilhelm Steinitz e Aaron Nimzowitsch. Nascido em uma família de enxadristas, teve contato com o jogo ainda novo mas não demonstrou interesse nesta época.
Paulsen foi também um dos primeiros enxadristas a praticar o xadrez na modalidade simultânea e às cegas sendo capaz de disputar até quinze partidas ao mesmo tempo. Entre a década de 1860 e 1870 era considerado com um dos cinco melhores enxadristas do mundo.

## Carreira
Paulsen foi um dos primeiros enxadristas a desafiar a noção de que um ataque poderia ser construído sem brilhantismo e advocava que qualquer ataque brilhante falha contra uma defesa correta. Estas ideias foram posteriormente desenvolvidas por Steinitz, que declarou que o ataque e defesa tem o mesmo status, e também por Nimzowitsch que listou Paulsen entre os seis melhores enxadristas "puramente defensivos".
Sua primeira participação em evento importantes foi no Torneio de xadrez de Nova Iorque de 1857, tendo ficado em segundo lugar atrás de Morphy. Seus melhores resultados foram o 1º lugar em Bristol (1861), 2º lugar em Londres (1862) (Anderssen venceu), 2º lugar em Hamburgo (1869) (Anderssen novamente venceu), 1º lugar em Leipzig (1877) (à frente de fortes adversários como Anderssen, Zukertort e Winaver. Seu último torneio foi em Breslau (1889) quando dividiu o quarto lugar que não é significativo pois ele já sofria os efeitos da diabetes que provocou sua morte.

## Principais resultados em torneios[3]
| Data   | Local        | Colocação | Observações                                                                                   |
| ------ | ------------ | --------- | --------------------------------------------------------------------------------------------- |
| 1857   | Nova Iorque  | 2         | Primeiro congresso americano de xadrez                                                        |
| 1861   | Bristol      | 1         |                                                                                               |
| 1862   | Londres 1862 | 2         | Vencido por Adolf Anderssen, com John Owen em terceiro e George Alcock MacDonnell em quarto.  |
| 1869   | Hamburgo     | 1-2       |                                                                                               |
| 1870]] | Baden-Baden  | 4         | Vencido por Adolf Anderssen e com participação de Wilhelm Steinitz e Joseph Henry Blackburne. |
| 1871   | Krefeld      | 1-3       |                                                                                               |
| 1873   | Viena        | 5-6       |                                                                                               |
| 1876   | Leipzig      | 4         |                                                                                               |
| 1877   | Leipzig      | 1         |                                                                                               |
| 1878   | Frankfurt    | 1         |                                                                                               |
| 1879   | Leipzig      | 2         |                                                                                               |
| 1880   | Braunschweig | 1         |                                                                                               |
| 1880   | Wiesbaden    | 9-10      |                                                                                               |
| 1881   | Berlim       | 9-10      |                                                                                               |
| 1882   | Viena        | 8         |                                                                                               |
| 1883   | Nuremberga   | 13-14     |                                                                                               |
| 1887   | Frankfurt    | 8-9       |                                                                                               |
| 1888   | Nuremberga   | 4-5       |                                                                                               |
| 1889   | Breslau      | 4-7       |                                                                                               |